# 69è Festival Internacional de Cinema de Canes
El 69è Festival Internacional de Cinema de Canes es va dur a terme de l'11 al 22 de maig de 2016. El director australià George Miller va ser el president del jurat de la competició principal. L'actor francès Laurent Lafitte va fer de mestre de les cerimònies d'apertura i clausura. El 15 de març es va anunciar que la directora japonesa Naomi Kawase seria la presidenta dels jurats Cinéfondation i Curtmetratges. El festival va obrir amb la pel·lícula de Woody Allen Café Society.
La Palma d'Or fou atorgada a la pel·lícula britànica I, Daniel Blake dirigida per Ken Loach, que també va clausurar el festival. En una conferència de premsa, Loach va dir que estava "desconcertat" per haver guanyat.

## Jurats

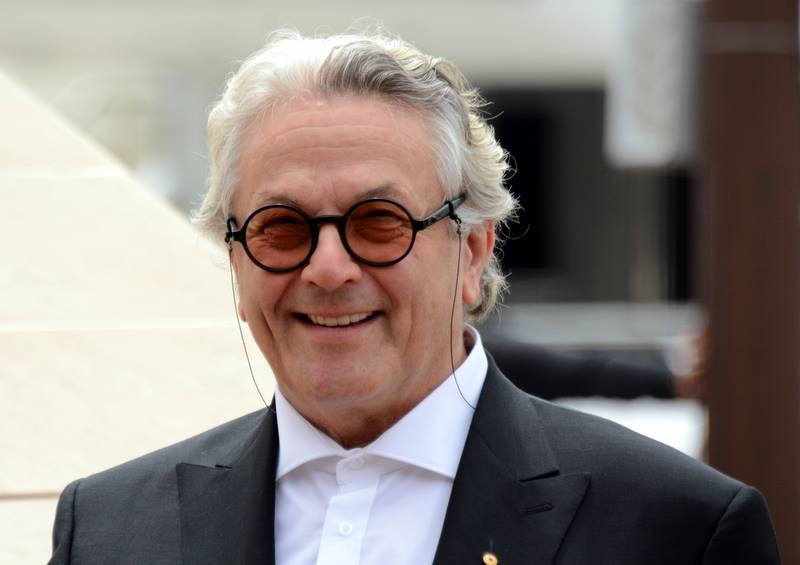
George Miller, president del jurat de la competició principal

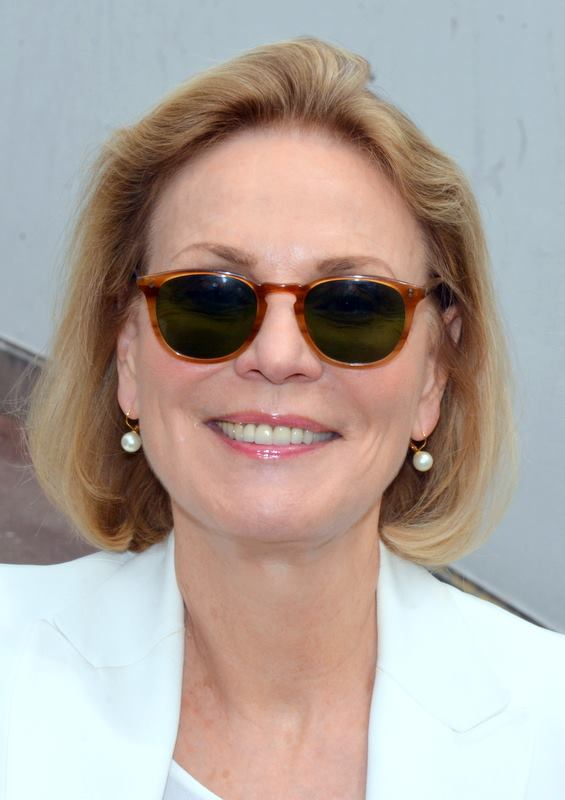
Marthe Keller, president del jurat Un Certain Regard

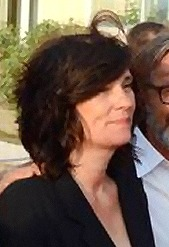
Catherine Corsini, presidenta del jurat Caméra d'or

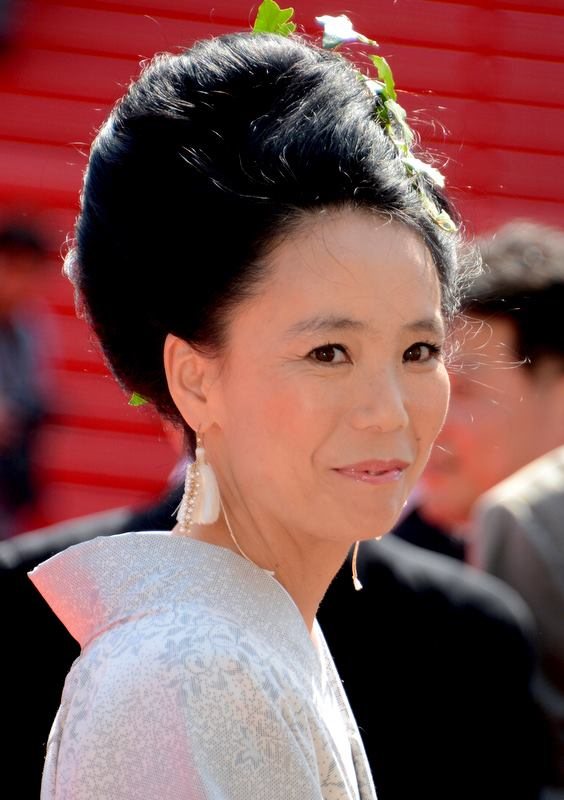
Naomi Kawase, presidenta del jurat Cinéfondation i curtmetratges

### Competició principal
- George Miller, director australià, president[11]
- Arnaud Desplechin, director francès
- Kirsten Dunst, actriu estatunidenca
- Valeria Golino, actriu i directora italiana
- Mads Mikkelsen, actor danès
- László Nemes, director hongaresa
- Vanessa Paradis, actriu i cantant francesa
- Katayoon Shahabi, productor iranià
- Donald Sutherland, actor canacenc

### Un Certain Regard
- Marthe Keller, actriu suïssa, President[12]
- Jessica Hausner, directora austríaca
- Diego Luna, actor i director mexicà
- Ruben Östlund, director suec
- Céline Sallette, actriu francesa

### Caméra d'or
- Catherine Corsini, directora i actriu francesa, Presidenta[13]
- Jean-Christophe Berjon, crític francès
- Alexander Rodnyansky, productor ucraïnès
- Isabelle Frilley, CEO de Titra Film
- Jean-Marie Dreujou, cineasta francès

### Cinéfondation i curtmetratges
- Naomi Kawase, directora japonesa, Presidenta[14]
- Marie-Josée Croze, actriu francocanadenca
- Jean-Marie Larrieu, director francès
- Radu Muntean, director romanès
- Santiago Loza, director argentí

### Jurats Independents
Gran Premi Nespresso (Setmana Internacional de la Crítica)
- Valérie Donzelli, directora i actriu francesa, presidenta[15]
- Alice Winocour, directora francesa
- Nadav Lapid, director israelià
- David Robert Mitchell, director estatunidenc
- Santiago Mitre, director argentí

L'Œil d'or
- Gianfranco Rosi, director italià de documentals, President[16]
- Anne Aghion, directora de documentals francoestatunidenca
- Natacha Régnier, actriu belga
- Thierry Garrel, consultor artístic francès i director de documentals per Arte TV
- Amir Labaki, crític brasiler

Palma Queer
- Olivier Ducastel i Jacques Martineau, directors francesos, Presidents[17][18]
- Emilie Brisavoine, directora i actriu francesa
- João Federici, director artístic del Festival MixBrasil
- Marie Sauvion, periodista cinematogràfica francesa.

## Selecció oficial

### En competició – pel·lícules
Les pel·lícules que participaven en la secció principal de la competició de la Palma d'Or foren anunciades en una conferència de premsa el 14 d'abril de 2016: Forushande, dirigida per Asghar Farhadi va ser afegida a la programació de la competició el 22 d'abril de 2016. El guanyador de la Palma d'Or ha estat il·luminat.
| Títol original             | Director(s)                        | País                                                                   |
| -------------------------- | ---------------------------------- | ---------------------------------------------------------------------- |
| American Honey             | Andrea Arnold                      | Regne Unit, Estats Units                                               |
| Aquarius (QP)              | Kleber Mendonça Filho              | Brasil                                                                 |
| Elle                       | Paul Verhoeven                     | França, Alemanya, Bèlgica                                              |
| Mal de pierres             | Nicole Garcia                      | França                                                                 |
| Els exàmens                | Cristian Mungiu                    | Romania, França                                                        |
| Agasshi (QP) 아가씨        | Park Chan-wook                     | Corea del Sud                                                          |
| I, Daniel Blake            | Ken Loach                          | Regne Unit, França                                                     |
| Juste la fin du monde (QP) | Xavier Dolan                       | Canadà, França                                                         |
| Julieta                    | Pedro Almodóvar                    | Espanya                                                                |
| Diré el teu nom            | Sean Penn                          | Estats Units                                                           |
| Loving                     | Jeff Nichols                       | Estats Units, Regne Unit                                               |
| Ma' Rosa                   | Brillante Mendoza                  | Filipines                                                              |
| The Neon Demon (QP)        | Nicolas Winding Refn               | Estats Units                                                           |
| Paterson                   | Jim Jarmusch                       | Estats Units                                                           |
| Personal Shopper           | Olivier Assayas                    | França                                                                 |
| Forushande فروشند          | Asghar Farhadi                     | Iran, França                                                           |
| Sieranevada                | Cristi Puiu                        | Romania, França, Croàcia, · Bòsnia i Hercegovina, · Macedònia del Nord |
| Ma loute                   | Bruno Dumont                       | França, Alemanya                                                       |
| Rester Vertical (QP)       | Alain Guiraudie                    | França                                                                 |
| Toni Erdmann               | Maren Ade                          | Alemanya, Àustria                                                      |
| La fille inconnue          | Jean-Pierre Dardenne, Luc Dardenne | Bèlgica                                                                |

(QP) indica pel·lícula elegible a la Palma Queer.

### Un Certain Regard
Les següents pel·lícules foren seleccionades per competir a Un Certain Regard:
Les pel·lícules que competien a la secció Un Certain Regard foren anunciades en conferència de premsa el 14 d'abril de 2016: Eshtebak, dirigida per Mohamed Diab, fou anunciada com la pel·lícula d'apertura de la secció Un Certain Regard. Hell or High Water, dirigida per David Mackenzie fou afegida a la programació d'Un Certain Regard el 22 d'abril de 2016. El guanyador del premi Un Certain Regard ha estat il·luminat.
| Títol original                               | Director(s)                     | País                                          |
| -------------------------------------------- | ------------------------------- | --------------------------------------------- |
| Umi yori mo Mada Fukaku 海よりもまだ深く     | Hirokazu Koreeda                | Japó                                          |
| Apprentice                                   | Boo Junfeng                     | Singapur, França, Alemanya                    |
| Me'Ever Laharim Vehagvaot מעבר להרים ולגבעות | Eran Kolirin                    | Israel                                        |
| Captain Fantastic                            | Matt Ross                       | Estats Units                                  |
| Eshtebak (pel·lícula d'apertura) اشتباك      | Mohamed Diab                    | Egipte, França, Alemanya, Emirats Àrabs Units |
| La Danseuse (CdO) (QP)                       | Stéphanie Di Giusto             | França                                        |
| Câini (CdO)                                  | Bogdan Mirică                   | Romania, Bulgària                             |
| Hymyilevä Mies (CdO)                         | Juho Kuosmanen                  | Finlàndia                                     |
| Fuchi ni Tatsu 淵に立つ                      | Kōji Fukada                     | Japó                                          |
| Hell or High Water                           | David Mackenzie                 | Estats Units                                  |
| Varoonegi وارونگی                            | Behnam Behzadi                  | Iran                                          |
| La larga noche de Francisco Sanctis (CdO)    | Francisco Márquez, Andrea Testa | Argentina                                     |
| Pericle il Nero                              | Stefano Mordini                 | Itàlia                                        |
| Omor Shakhsiya (CdO) أمور شخصية              | Maha Haj                        | Israel                                        |
| La tortue rouge (CdO)                        | Michael Dudok de Wit            | França, Japó                                  |
| Voir du pays                                 | Delphine Coulin, Muriel Coulin  | França                                        |
| Utxenik (М)Ученик                            | Kirill Serebrennikov            | Rússia                                        |
| The Transfiguration (CdO)                    | Michael O'Shea                  | Estats Units                                  |

(CdO) indica pel·lícula elegible a la Caméra d'Or as directorial debut feature. - (QP) pel·lícula elegible a la Palma Queer.

### Pel·lícules fora de competició
Les següents pel·lícules foren seleccionades per ser projectades fora de competició:
| Títol original                       | Director(s)          | País                             |
| ------------------------------------ | -------------------- | -------------------------------- |
| The BFG                              | Steven Spielberg     | Estats Units, Regne Unit, Canadà |
| Café Society (pel·lícula d'apertura) | Woody Allen          | Estats Units                     |
| Money Monster                        | Jodie Foster         | Estats Units                     |
| The Nice Guys                        | Shane Black          | Estats Units                     |
| Gokseong 곡성                        | Na Hong-jin          | Corea del Sud                    |
| Projeccions nocturnes                |                      |                                  |
| Blood Father                         | Jean-François Richet | França                           |
| Gimme Danger (ŒdO)                   | Jim Jarmusch         | Estats Units                     |
| Train to Busan 부산행                | Yeon Sang-ho         | Corea del Sud                    |

(ŒdO) indica pel·lícula elegible al Œil d'or com a documental.

### Projeccions especials
| Títol original                               | Director(s)                            | País                      |
| -------------------------------------------- | -------------------------------------- | ------------------------- |
| Le Cancre (QP)                               | Paul Vecchiali                         | França                    |
| Chouf شوف /                                  | Karim Dridi                            | França, Tunísia           |
| La mort de Louis XIV                         | Albert Serra                           | França, Portugal, Espanya |
| Exile (ŒdO)                                  | Rithy Panh                             | Cambodja                  |
| La Forêt de Quinconces                       | Grégoire Leprince-Ringuet              | França                    |
| Hands of Stone                               | Jonathan Jakubowicz                    | Estats Units, Panamà      |
| Hissein Habré, une tragédie tchadienne (ŒdO) | Mahamat-Saleh Haroun                   | Txad                      |
| L'ultima spiaggia (ŒdO)                      | Thanos Anastopoulous, Davide Del Degan | Itàlia                    |
| Peshmerga                                    | Bernard-Henri Lévy                     | França                    |
| Wrong Elements (ŒdO)                         | Jonathan Littell                       | França, Bèlgica           |

(ŒdO) pel·lícula elegible a la Œil d'or com a documental. - (QP) pel·lícula elegible a la Palma Queer.

### Cinéfondation
La secció Cinéfondation se centra en les pel·lícules realitzades per estudiants a les escoles de cinema. Es van seleccionar les 18 entrades següents (14 pel·lícules de ficció i 4 pel·lícules d'animació) de 2.300 treballs. Més d'un terç de les pel·lícules seleccionades representen escoles que participen per primera vegada a Cinéfondation. També és el primer cop que una pel·lícula representant escoles de Veneçuela i Bòsnia foren seleccionades. Més de la meitat de les pel·lícules seleccionades foren dirigides per dones. El guanyador del primer premi Cinéfondation ha estat il·luminat.
| Títol original              | Director(s)            | Escola                                               |
| --------------------------- | ---------------------- | ---------------------------------------------------- |
| 1 Kilogram                  | Park Young-Ju          | K-ARTS, Corea del Sud                                |
| The Alan Dimension          | Jac Clinch             | NFTS, Regne Unit                                     |
| Toate fluviile curg în mare | Alexandru Badea        | UNATC, Romania                                       |
| Anna                        | Or Sinai               | Sam Spiegel Film and Television School, Israel       |
| Aram                        | Fereshteh Parnian      | Lumière University Lyon 2, França                    |
| Business                    | Malena Vain            | Universidad del Cine, Argentina                      |
| Dobro                       | Marta Hernaiz Pidal    | film.factory, Bòsnia i Hercegovina                   |
| Gabber Lover                | Anna Cazenave Cambet   | La Fémis, França                                     |
| La culpa probablemente      | Michael Labarca        | Universidad de los Andes, Veneçuela                  |
| In the Hills                | Hamid Ahmadi           | London Film School, Regne Unit                       |
| Gudh                        | Saurav Rai             | Satyajit Ray Film and Television Institute, Índia    |
| A nyalintás nesze           | Nadja Andrasev         | MOME, Hongria                                        |
| Las razones del mundo       | Ernesto Martínez Bucio | CCC, Mèxic                                           |
| La santa che dorme          | Laura Samani           | Centro Sperimentale di Cinematografia, Itàlia        |
| Ailleurs                    | Mélody Boulissière     | E.N.S.A.D., França                                   |
| Submarine                   | Mounia Akl             | Columbia University School of the Arts, Estats Units |
| Poubelle                    | Alexandre Gilmet       | INSAS, Bèlgica                                       |
| Bei Wind und Wetter         | Remo Scherrer          | Hochschule Luzern - Design & Kunst, Suïssa           |

### Curtmetratges en competició
Els següents curtmetratges foren escollits d'entre 5.008 per competir per la Palma d'Or al millor curtmetratge. El guanyador a la Palma d'Or al millor curtmetratge ha estat il·luminat.
| Títol original                                           | Director(s)                           | País            |
| -------------------------------------------------------- | ------------------------------------- | --------------- |
| 4:15 PM Sfarsitul Lumii                                  | Catalin Rotaru, Gabi Virginia Sarga   | Romania         |
| Après Suzanne                                            | Félix Moati                           | França          |
| Dreamlands                                               | Sarah Dunlop                          | Regne Unit      |
| Fight on a Swedish Beach                                 | Simon Vahlne                          | Suècia          |
| A moça que dançou com o diabo                            | João Paulo Miranda Maria              | Brasil          |
| Imago                                                    | Raymond Gutierrez                     | Filipines       |
| صوف على الظهر / Souf alla al-dhahr (La Laine sur le dos) | Lotfi Achour                          | Tunísia, França |
| Madre                                                    | Simón Mesa Soto                       | Colòmbia        |
| Il Silenzio                                              | Farnoosh Samadi Frooshani, Ali Asgari | Itàlia          |
| Timecode                                                 | Juanjo Giménez Peña                   | Espanya         |

### Cannes Classics
La programació completa de la secció Cannes Classics fou anunciada el 20 d'abril de 2016.
| Títol original | Director(s)       | País                          |
| --- | ----------------- | ----------------------------- |
| La doble Palma d'Or de 1966 |                   |                               |
| Signore e signori (1966) | Pietro Germi      | Itàlia, França                |
| Un homme et une femme (1966) | Claude Lelouch    | França                        |
| Un tribut creuat a Raymond Depardon i Frederick Wiseman                                                                                          |                   |                               |
| Faits divers (1983) | Raymond Depardon  | França                        |
| Hospital (1970) | Frederick Wiseman | Estats Units                  |
| 70è Aniversari del Fipresci |                   |                               |
| Projecció del primer premi dels Fipresci, per a la celebració del 70è aniversari dels premis de la Federació Internacional de Crítics de Cinema. |                   |                               |
| Farrebique ou Les quatre saisons (1946) | Georges Rouquier  | França                        |
| Projeccions especials |                   |                               |
| Terrore nello spazio (1965) | Mario Bava        | Itàlia, Espanya, Estats Units |
| Tiempo de morir (1966) | Arturo Ripstein   | Mèxic                         |
| Pel·lícules restaurades |                   |                               |

| Títol original                                  | Director(s)          | País                           |
| ----------------------------------------------- | -------------------- | ------------------------------ |
| Weda'an Bonaparte (1985) وداعاً بونابرت          | Youssef Chahine      | Egipte, França                 |
| Jago hua savera (1959)                          | Aaejay Kardar        | Pakistan                       |
| Dekalog, pięć i Dekalog, sześć (1990)           | Krzysztof Kieślowski | Polònia                        |
| Howards End (1992)                              | James Ivory          | Regne Unit, Japó, Estats Units |
| Indochine (1992)                                | Régis Wargnier       | França                         |
| Gueule d'amour (1937)                           | Jean Grémillon       | França, Alemanya               |
| Die letzte Chance (1945)                        | Leopold Lindtberg    | Suïssa                         |
| Szerelem (1971)                                 | Károly Makk          | Hongria                        |
| Masculin, féminin (1966)                        | Jean-Luc Godard      | França, Suècia                 |
| Memorias del subdesarrollo (1968)               | Tomás Gutiérrez Alea | Cuba                           |
| Momotarō: Umi no Shinpei (1945) 桃太郎 海の神兵 | Mitsuyo Seo          | Japó                           |
| One-Eyed Jacks (1961)                           | Marlon Brando        | Estats Units                   |
| Dragées au poivre (1963)                        | Jacques Baratier     | França, Itàlia                 |
| The Pit and the Pendulum (1961)                 | Roger Corman         | Estats Units                   |
| Rendez-vous de juillet (1949)                   | Jacques Becker       | França                         |
| Santi-Vina (1954)                               | Thavi Na Bangchang   | Tailàndia                      |
| Solyaris (1972) Солярис                         | Andrei Tarkovsky     | Unió Soviètica                 |
| Sorcerer (1977)                                 | William Friedkin     | Estats Units                   |
| Ugetsu monogatari (1953) 雨月物語               | Kenji Mizoguchi      | Japó                           |
| Dolina miru (1956)                              | France Štiglic       | Iugoslàvia                     |
| Valmont (1989)                                  | Miloš Forman         | França, Estats Units           |
| Ikarie XB-1 (1963)                              | Jindřich Polák       | Txèquia                        |

| Documentals sobre Cinema                                         | Documentals sobre Cinema                       | Documentals sobre Cinema                    | Documentals sobre Cinema |
| Títol original                                                   | Director(s)                                    | País                                        |                          |
| ---------------------------------------------------------------- | ---------------------------------------------- | ------------------------------------------- | ------------------------ |
| The Cinema Travelers (CdO) (ŒdO)                                 | Shirley Abraham, Amit Madheshiya               | Índia                                       |                          |
| The Family Whistle (CdO) (ŒdO)                                   | Michele Russo                                  | Itàlia, Estats Units                        |                          |
| Cinema Novo (ŒdO)                                                | Eryk Rocha                                     | Brasil                                      |                          |
| Midnight Return: The Story of Billy Hayes and Turkey (CdO) (ŒdO) | Sally Sussman                                  | Estats Units, Regne Unit, Portugal, Turquia |                          |
| Bright Lights: Starring Carrie Fisher and Debbie Reynolds (ŒdO)  | Alexis Bloom, Fisher Stevens                   | Estats Units                                |                          |
| Gentleman Rissient (ŒdO)                                         | Benoît Jacquot, Pascal Mérigeau, Guy Seligmann | França                                      |                          |
| Close Encounters with Vilmos Zsigmond (CdO) (ŒdO)                | Pierre Filmon                                  | França                                      |                          |
| Et la femme créa Hollywood (ŒdO)                                 | Clara Kuperberg, Julia Kuperberg               | França                                      |                          |
| Bernadette Lafont et Dieu créa la femme libre (ŒdO)              | Esther Hoffenberg                              | França                                      |                          |

| Primícia mundial en visió           |                    |        |
| Voyage à travers le cinéma français | Bertrand Tavernier | França |

(CdO) indica pel·lícula elegible a la Caméra d'Or as directorial debut feature. - (ŒdO) pel·lícula elegible a la Œil d'or com a documental.

### Cinéma de la Plage
Cinéma de la Plage és una part de la Secció Oficial del festival. Les projeccions a l'aire lliure a la platja de Canes són obertes al públic.
| Jornada      | Títol original               | Director(s)         | País         |
| ------------ | ---------------------------- | ------------------- | ------------ |
| Dijous 12    | Purple Rain (1984)           | Albert Magnoli      | Estats Units |
| Divendres 13 | Le Roi de coeur (1966)       | Philippe de Broca   | França       |
| Dissabte 14  | Coup de tête (1979)          | Jean-Jacques Annaud | França       |
| Diumenge 16  | The Endless Summer (1966)    | Bruce Brown         | Estats Units |
| Dimarts 17   | The Great Dictator (1940)    | Charlie Chaplin     | Estats Units |
| Dimecres 18  | Sorcerer (1977)              | William Friedkin    | Estats Units |
| Dijous 19    | Il Sorpasso (1962)           | Dino Risi           | Itàlia       |
| Divendres 20 | Kiss Me Deadly (1955)        | Robert Aldrich      | Estats Units |
| Dissabte 21  | C'eravamo tanto amati (1974) | Ettore Scola        | Itàlia       |

## Seccions paral·leles

### Setmana Internacional de la Crítica
La selecció completa per a la secció de la Setmana Internacional de la Crítica va ser anunciada el 18 d'abril de 2016, al lloc web de la secció. Victoria, dirigida per Justine Triet fou seleccionada per obrir la secció de la Setmana Internacional de la Crítica, mentre que els curtmetratges Bonne Figure, dirigida per Sandrine Kiberlain, En Moi, dirigida per Laetitia Casta, i Kitty, dirigida per Chloë Sevigny foren seleccionades com a pel·lícules de clausures.
Pel·lícules – El guanyador del Gran Premi Nespresso ha estat il·luminat.
| Títol original               | Director(s)          | País                           |
| ---------------------------- | -------------------- | ------------------------------ |
| Albüm (CdO)                  | Mehmet Can Mertoğlu  | Turquia, França, Romania       |
| Diamond Island               | Davy Chou            | Cambodja, França               |
| Mimosas                      | Oliver Laxe          | Espanya, França, Marroc, Qatar |
| Shavua ve yom (CdO) שבוע ויו | Asaph Polonsky       | Israel                         |
| Grave (CdO) (QP)             | Julia Ducournau      | França, Bèlgica                |
| Rabi'h (CdO) ربيع            | Vatche Boulghourjian | Líban, França                  |
| A Yellow Bird (CdO)          | K. Rajagopal         | Singapur, França               |

(CdO) indica pel·lícula elegible a la Caméra d'Or com a debut com a director. - (QP) pel·lícula elegible a la Palma Queer.
Curtmetratges – El guanyador del Premi Discovery Award al curtmetratge ha estat il·luminat.
| Títol original                     | Director(s)           | País              |
| ---------------------------------- | --------------------- | ----------------- |
| Arnie 阿尼                         | Rina B. Tsou          | Taiwan, Filipines |
| Ascensão                           | Pedro Peralta         | Portugal          |
| L'enfance d'un chef                | Antoine de Bary       | França            |
| Campo de Viboras                   | Cristèle Alves Meira  | Portugal          |
| O Delírio é A Redenção Dos Aflitos | Filipe Fernandes      | Brasil            |
| Limbo                              | Konstantina Kotzamani | Grècia            |
| Oh What a Wonderful Feeling        | François Jaros        | Canadà            |
| Prenjak                            | Wregas Bhanuteja      | Indonèsia         |
| Superbia                           | Luca Tóth             | Hongria           |
| Le Soldat vierge                   | Erwan Le Duc          | França            |

Projeccions especials
| Títol original                                   | Director(s)              | País           |
| ------------------------------------------------ | ------------------------ | -------------- |
| Apnée (CdO) (QP)                                 | Jean-Christophe Meurisse | França         |
| En Moi (pel·lícula de clausura)                  | Laetitia Casta           | França         |
| Myomano shel tzalam hatonot מיומנו של צלם חתונות | Nadav Lapid              | Israel         |
| I tempi felici verranno presto                   | Alessandro Comodin       | Itàlia, França |
| Victoria (pel·lícula d'apertura)                 | Justine Triet            | França         |
| Kitty (pel·lícula de clausura)                   | Chloë Sevigny            | Estats Units   |
| Los pasos del agua                               | César Augusto Acevedo    | Colòmbia       |
| Bonne figure (pel·lícula de clausura)            | Sandrine Kiberlain       | França         |

(CdO) indica pel·lícula elegible a la Caméra d'Or com a director en pel·lícula de debut. - (QP) pel·lícula elegible a la Palma Queer.

### Quinzena dels Directors
La selecció completa per a la secció de la Quinzena de Directors va ser anunciada el 19 d'abril de 2016, al lloc web de la secció. Fai bei sogni, dirigida per Marco Bellocchio, va ser seleccionada com a pel·lícula inaugural de la secció de la Quinzena de Directors i Dog Eat Dog, dirigida per Paul Schrader, va ser seleccionada com a pel·lícula de clausura de la secció Quinzena de directors.
Pel·lícules – El guanyador del premi Art Cinema ha estat il·luminat.
| Títol original                        | Director(s)          | País                             |
| ------------------------------------- | -------------------- | -------------------------------- |
| L'Économie du couple                  | Joachim Lafosse      | França, Bèlgica                  |
| L'Effet aquatique                     | Sólveig Anspach      | França, Islàndia                 |
| Divines (CdO) (QP)                    | Uda Benyamina        | França                           |
| Dog Eat Dog (pel·lícula de clausura)  | Paul Schrader        | Estats Units                     |
| Poesía sin fin                        | Alejandro Jodorowsky | Xile, Japó, França               |
| Fiore (QP)                            | Claudio Giovannesi   | Itàlia, França                   |
| La pazza gioia                        | Paolo Virzì          | Itàlia, França                   |
| Les vies de Thérèse (ŒdO) (QP)        | Sébastien Lifshitz   | França                           |
| Mean Dreams                           | Nathan Morlando      | Canadà                           |
| Mercenaire (CdO)                      | Sacha Wolff          | França                           |
| Ma vie de courgette (CdO)             | Claude Barras        | Suïssa, França                   |
| Neruda                                | Pablo Larraín        | Xile, Argentina, França, Espanya |
| Psycho Raman                          | Anurag Kashyap       | Índia                            |
| Risk (ŒdO)                            | Laura Poitras        | Estats Units, Alemanya           |
| Fai bei sogni (pel·lícula d'apertura) | Marco Bellocchio     | Itàlia, França                   |
| Tour de France                        | Rachid Djaïdani      | França                           |
| Two Lovers and a Bear                 | Kim Nguyen           | Canadà                           |
| Gorg o goosfand (CdO) گرگ و گوسفند    | Shahrbanoo Sadat     | Dinamarca, Afganistan            |

(CdO) pel·lícula elegible a la Caméra d'Or com a director en pel·lícula de debut. - (ŒdO) pel·lícula elegible a la Œil d'or com a documental. - (QP) pel·lícula elegible a la Palma Queer.
Curtmetratges – El guanyador del Premi Illy al curtmetratge ha estat il·luminat.
| Títol original             | Director(s)                    | País            |
| -------------------------- | ------------------------------ | --------------- |
| Abigail                    | Isabel Penoni, Valentina Homem | Brasil          |
| Zvir                       | Miroslav Sikavica              | Croàcia         |
| Chasse Royale              | Romane Gueret, Lise Akoka      | França          |
| Decorado                   | Alberto Vázquez                | Espanya         |
| Habat Shel Hakala          | Tamar Rudoy                    | Israel          |
| Happy End                  | Jan Saska                      | Txèquia         |
| Hitchhiker                 | Jero Yun                       |                 |
| Import                     | Ena Sendijarevic               | Països Baixos   |
| Kindil El Bahr قنديل البحر | Damien Ounouri                 | Algèria         |
| Léthé                      | Dea Kulumbegashvili            | França, Geòrgia |
| Listening to Beethoven     | Garri Bardine                  | Rússia          |

### ACID
L'Associació pel Cinema Independent i la seva Distribució (ACID), una associació de cineastes francesos i estrangers, demostra el seu suport a nou pel·lícules cada any, buscant donar suport de cineastes a altres cineastes. The full ACID selection was announced on 19 April 2016, at the section's website.
| Títol original                         | Director(s)                                                          | País                  |
| -------------------------------------- | -------------------------------------------------------------------- | --------------------- |
| La Jeune Fille sans mains              | Sébastien Laudenbach                                                 | França                |
| Isola                                  | Fabianny Deschamps                                                   | França                |
| Madame B, histoire d'une nord-coréenne | Jero Yun                                                             | França, Corea del Sud |
| Le Parc                                | Damien Manivel                                                       | França                |
| Sac la mort                            | Emmanuel Parraud                                                     | França                |
| Swagger                                | Olivier Babinet                                                      | França                |
| Tombé du ciel                          | Wissam Charaf                                                        | França, Líban         |
| Le voyage au Groenland                 | Sébastien Betbeder                                                   | França                |
| Willy 1er (QP)                         | Ludovic Boukherma, Zoran Boukherma, Marielle Gautier, Hugo P. Thomas | França                |

(QP) indica pel·lícula elegible a la Palma Queer.

## Premis

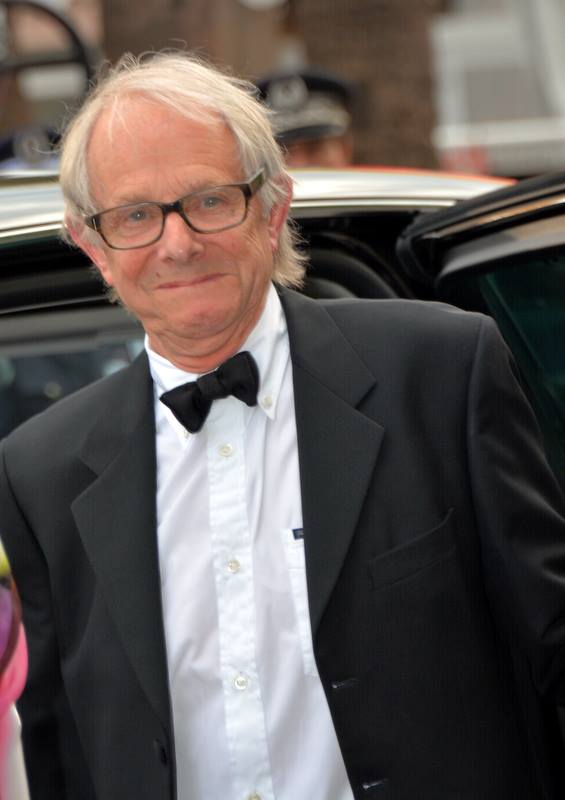
Ken Loach, guanyador de la Palma d'Or 2016

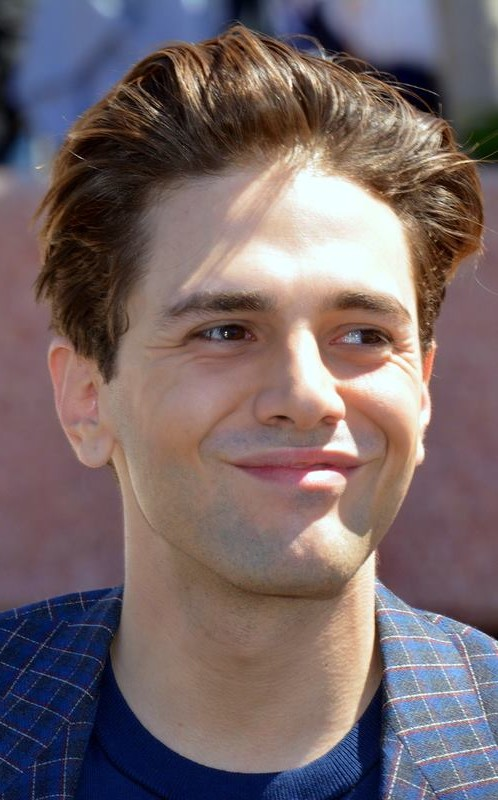
Xavier Dolan, guanyador del Gran Prix

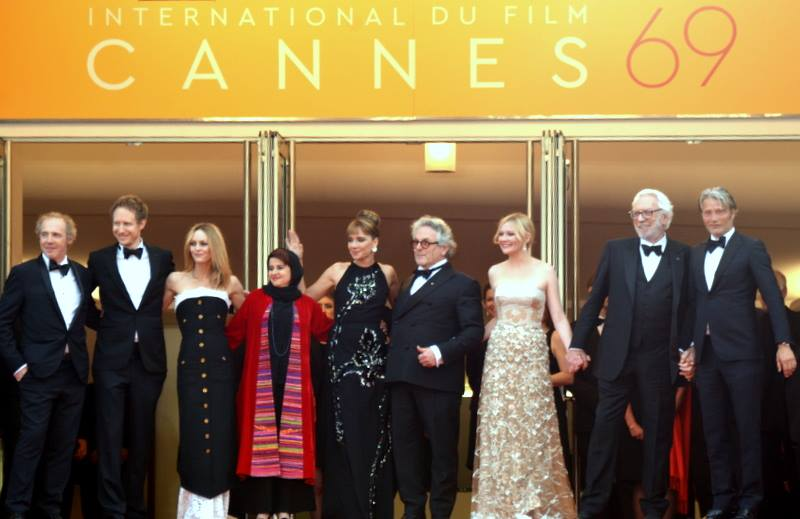
Jurat de la competició principal.

### Premis oficials
En Competició
- Palma d'Or: I, Daniel Blake de Ken Loach
- Grand Prix: Juste la fin du monde de Xavier Dolan
- Premi del Jurat: American Honey d'Andrea Arnold
- Millor director:
  - Cristian Mungiu per Els exàmens
  - Olivier Assayas per Personal Shopper
- Millor guió: Asghar Farhadi per Forushande
- Millor actriu: Jaclyn Jose per Ma' Rosa
- Millor actor: Shahab Hosseini per Forushande
- Palma d'Or Honorífica:[43] Jean-Pierre Léaud

Un Certain Regard
- Premi Un Certain Regard: Hymyilevä Mies de Juho Kuosmanen
- Premi del Jurat Un Certain Regard: Fuchi ni Tatsu de Kōji Fukada
- Premi Un Certain Regard al millor director: Matt Ross per Captain Fantastic
- Premi Un Certain Regard al millor guió: Delphine Coulin i Muriel Coulin per Voir du pays
- Premi Especial Un Certain Regard: La tortue rouge de Michael Dudok de Wit

Cinéfondation
- Primer Premi: Anna d'Or Sinai
- Segon Premi: In the Hills de Hamid Ahmadi
- Premi Premi: The Noise of Licking de Nadja Andrasev i The Guilt, Probably de Michael Labarca

Caméra d'Or
- Caméra d'Or:Divines de Houda Benyamina

Curtmetratges
- Palma d'Or al millor curtmetratge: Timecode de Juanjo Giménez Peña
- Menció Especial: The Girl Who Danced with the Devil de João Paulo Miranda Maria

### Premis independents
Premis FIPRESCI
- Toni Erdmann de Maren Ade (En Competició)
- Câini de Bogdan Mirică (Un Certain Regard)
- Raw de Julia Ducournau (Setmana Internacional de la Crítica)

Premi Vulcan a l'Artista Tècnic
- Premi Vulcan: Ryu Seong-hie (direcció artística) per The Handmaiden

Jurat Ecumènic
- Premi del Jurat Ecumènic: Juste la fin du monde de Xavier Dolan
- Recomanacions:
  - I, Daniel Blake de Ken Loach
  - American Honey d'Andrea Arnold

Premis en el marc de la Setmana Internacional dels Crítics
- Gran Premi Nespresso: Las Mimosas de Oliver Laxe
- France 4 Visionary Award: Albüm de Mehmet Can Mertoğlu
- Premi SACD: Diamond Island de Davy Chou
- Premi Leica Cine Discovery al curtmetratge: Prenjak de Wregas Bhanuteja
- Premi Canal+: Birth of a Leader de Antoine de Bary
- Premi Gan Foundation Support for Distribution: Shavua ve yom d'Asaph Polonsky

Premis en el marc de la Quinzena dels Directors
- Premi Art Cinema: Gorg o goosfand de Shahrbanoo Sadat
- Premi SACD: L'Effet aquatique de Sólveig Anspach
- Menció especial SACD: Divines d'Houda Benyamina
- Premi Europa Cinemas Label: Mercenaire de Sacha Wolff
- Premi Illy al curtmetratge: Chasse Royal de Lise Akoka i Romane Gueret
- Menció especial Illy: The Beast de Miroslav Sikavica

Jurat L'Œil d'or
- L'Œil d'or: Cinema Novo d'Eryk Rocha
- Menció especial: The Cinema Travelers de Shirley Abraham i Amit Madheshiya

Jurat Palma Queer
- Premi Palma Queer: Les vies de Thérèse de Sébastien Lifshitz
- Palma Queer: al curtmetratge Gabber Lover d'Anna Cazenave Cambet

Jurat Palma Dog
- Premi Palma Dog: Nellie per Paterson
- Premi del Gran Jurat: Jacques per Victoria (pel·lícula de 2016)
- Premi Manitari Palm Dog: Ken Loach per mostrar un gos amb tres cames anomenat Shea a I, Daniel Blake

Prix François Chalais
- Premi François Chalais: Utxenik de Kirill Serebrennikov

Premi Cannes Soundtrack
- Cliff Martinez per The Neon Demon